# Рошу
Рошу (рум. Roșu) — село в Кагульском районе Молдавии. Относится к сёлам, не образующим коммуну.

## География
Село расположено на высоте 50 метров над уровнем моря.

## Население
По данным переписи населения 2004 года, в селе Рошу проживает 2885 человек (1392 мужчины, 1493 женщины).
Этнический состав села:
| Национальность | Число жителей | Процентный состав |
| -------------- | ------------- | ----------------- |
| молдаване      | 2714          | 94.07             |
| украинцы       | 41            | 1.42              |
| румыны         | 40            | 1.39              |
| русские        | 38            | 1.32              |
| болгары        | 30            | 1.04              |
| гагаузы        | 13            | 0.45              |
| прочие         | 9             | 0.31              |
| Всего          | 2885          | 100%              |